# Кантеле, Ноэми
Ноэми Кантеле (итал. Noemi Cantele, род. 17 июля 1981, Варезе, Ломбардия) — итальянская профессиональная велогонщица, выступавшая на профессиональном уровне (2002—2013). Серебряный призёр мира в индивидуальной гонке и бронзовый призёр в групповой гонке (2009). Чемпионка Италии в индивидуальной и групповой гонке (2011).

## Карьера

### Начало карьеры и дебют в элите
Ноэми Кантеле начала заниматься велоспортом в 1993 году, после того как добилась хороших результатов в плавании и лёгкой атлетике. В категориях «Новички» и «Учащиеся» она выступала за команду Pedale Arcisatese из своего родного города Арчизате. Затем она перешла в команду Ju Sport из Горла-Миноре, чтобы выступать в категории «Юниоры». Именно среди юниоров она заняла третье место на чемпионате мира в 1999 году в Золдере. В 2000 году она выиграла Тур Берна, после чего была вызвана в национальную элитную сборную в качестве запасной на чемпионат мира в Плуэ. В 2001 году, снова с Ju Sport, она добилась нескольких хороших мест в открытых гонках, включая второе место в Трофее Альфредо Бинды — коммуны Читтильо, уступив Николь Брендли.
В 2002 году дебютировала в элите в составе команды Acca Due O-Pasta Zara-Lorena Camicie, и за сезон ей удалось стать третьей на Туре Польши и выиграть один этап на Джиро дель Трентино-Альто-Адидже — Южный Тироль, а также занять четвёртое место в групповой гонке среди спортсменов до 23 лет на чемпионате Европы. В 2003 году, всё ещё в форме Acca Due O, она финишировала второй на Гран-при Бриссаго — Лаго-Маджоре и девятой в групповой гонке на чемпионате Италии. В эти годы она стала полноправным членом сборной Италии. На чемпионате мира 2002 года в Золдере ей пришлось сойти с дистанции из-за падения, вызванного столкновением с рукой болельщика, который её фотографировал, та же участь постигла её в групповой гонке чемпионата 2003 года в Гамильтоне. В 2004 году Ноэми Кантеле перешла в команду UCT Montebelluna. В течение сезона она финишировала четырнадцатой в Туре Фландрии и третьей в Трофее Альфредо Бинды — коммуны Читтильо. Она также участвовала в Олимпийских играх в Афинах, заняв тринадцатое место в групповой гонке, и в чемпионате мира в Вероне, заняв двадцать седьмое место.

### 2005—2008: первые годы в команде Bigla
В 2005 году Ноэми Кантеле перешла в швейцарскую команду Bigla, возглавляемую бывшим профессиональным велогонщиком Феличе Путтини. Именно в этой команде ей удалось зарекомендовать себя как одну из лучших итальянских велогонщиц того периода. В 2005 году она выиграла два этапа на Альбштадт-Фрауэн-Этаппенреннен, заняла второе место на Вуэльте Кастилии и Леона и, наконец, выиграла Гран-при Плуэ — Бретань, считавшийся девятым этапом Кубка мира; вызванная на чемпионат мира в Мадрид, она закончила групповую гонку на 51-м месте. В 2006 году она добилась своих лучших результатов во второй половине сезона: после девятого места на Джиро Донне она выиграла один этап на Рут де Франс феминин, один на Трофи д’Ор и два, первый и четвертый, на Джиро ди Тоскана — Мемориал Микелы Фанини. На следующем чемпионате мира в Зальцбурге подтвердила свою хорошую форму, заняв четвёртое место в групповой гонке, став лучшей из итальянцев.
В 2007 году, в марте, она выиграла Гран-при Бриссаго — Лаго-Маджоре, затем заняла шестое место на чемпионате Италии по шоссейному велоспорту в Лигурии, четырнадцатое на Джиро Донне, третье на Туре Тюрингии и третье на Опен Воргорда RR, гонке, входящей в календарь Кубка мира. Как и годом ранее, во второй половине сезона она добилась нескольких успехов: этап и финал классификации Трофи д’Ор, Гран-при Плуэ — Бретань во второй раз (как восьмой этап Кубка) и два этапа и финал общей классификации Джиро ди Тоскана — Мемориал Микелы Фанини. На последующем чемпионате мира в Штутгарте, несмотря на падение из-за барьера, сдвинутого ветром, она финишировала пятой (четвёртой после дисквалификации россиянки Светланы Бубненковой); в Кубке мира, благодаря нескольким призовым местам, заняла четвёртое место в итоговом личном зачёте.
В сезоне 2008 года заняла 14-е место на Трофее Альфредо Бинды — коммуны Читтильо, первой гонке Кубка мира, одержала свою первую победу в Трофео Коста Этруска I, атаковав за два километра до финиша. В июне она участвовала в групповой гонке чемпионата Италии в Сондрио. Несмотря на то, что она была главным героем всей гонки, она финишировала только на пятом месте. На следующей Джиро Донне она работала в качестве доместика капитана команды, Николь Брендли, заняв четвёртое место в индивидуальной гонке пролога в Мантуе; затем она приняла участие в Туре Тюрингии, где после победы на третьем этапе в Грайце заняла седьмое место. Летом она была отобрана тренером Эдоардо Сальвольди на Олимпийские игры в Пекине, где она приняла участие в групповой гонке, заняв 15-е место. На следующем чемпионате мира в Варесе она осталась за пределами отрыва, который решил исход групповой гонки, и, хотя она попыталась догнать отрывающихся гонщиков, ей пришлось довольствоваться 37-м местом.

### 2009: две медали чемпионата мира в Мендризио
Ноэми Кантеле открыла сезон 2009 года в феврале на Туре Катара, где финишировала десятой. В том же месяце она финишировала второй на Омлоп Хет Ниувсблад, после чего одержала вторую в своей карьере победу на Гран-при Бриссаго — Лаго-Маджоре. Затем она заняла третье место на Трофео Коста Этруска II и четвёртое на Трофео Коста Этруска I, двух из трёх гонок Трофео Коста Этруска. На Трофее Альфредо Бинды — коммуны Читтильо, первом этапе Кубка мира, она не смогла удержаться в числе лучших и финишировала 31-й. Неделю спустя, на Туре Фландрии, она также пошла в атаку на Мюр де Граммон, но в финальном спринте ей пришлось довольствоваться восьмым местом. На четвёртой гонке Кубка мира, Флеш Валонь Фамм, она заняла пятое место на Мюр де Юи.
В апреле — мае она участвовала в гонке Грация Орлова: она финишировала четвёртой на первом этапе, но потеряла позиции в индивидуальной гонке на третий день и финишировала десятой в общем зачёте. После снятия с Тура Берна, пятой гонки Кубка, она финишировала 19-й в Тур де л'Од феминин, несмотря на два подиума на этапах. В июне она одержала свою вторую победу в сезоне, на гонке Дуранго-Дуранго Эмакумин Сариа в Стране Басков, а на следующей гонке, Эмакумин Бира, после хорошего старта, она финишировала девятой. 20 июня в Имоле она стала чемпионкой Италии в индивидуальной гонке, опередив действующую чемпионку, Татьяну Гудерцо. В групповой гонке она финишировала четвёртой, опередив в спринте за третье место Джорджию Бронцини.
В июле она приняла участие в Джиро д'Италия. После двенадцатого места в индивидуальной гонке она стала пятой на первом этапе. На втором этапе она финишировала шестой, но начала страдать от боли в колене и на третьем этапе с подъёмом на Монте-Серра отстала от лучших на 9 минут 05 секунд, выбыв из классификации. На пятом этапе, от Фоссачезии до Черро-аль-Вольтурно, она наверстала упущенное, завоевав свою первую победу на Джиро, после того как вновь вошла в решающий отрыв. На шестом этапе она всё ещё была очень далека, и на следующий день сошла с дистанции. В конце июля — начале августа она приняла участие в двух гонках Опен Воргорда в зачёте Кубка мира: в командной гонке она стала шестой в составе команды Bigla, а в групповой гонке — десятой; в сентябре она выиграла Giornata Rosa di Nove в спринте. На последующем чемпионате мира в Мендризио она завоевала серебряную медаль в индивидуальной гонке, уступив только американке Кристин Армстронг, и бронзовую медаль в групповой гонке, уступив подруге по команде, Татьяне Гудерцо, и Марианне Вос.
В конце сезона она в пятый раз подряд была награждена «Varesino d’oro», наградой, присуждаемой лучшим спортсменам Варесе по итогам сезона. В рейтинге UCI она заняла шестое место, в рейтинге Кубка — семнадцатое. В конце года, после ухода из команды Bigla, она объявила о своем переходе в команду HTC-Columbia.

### 2010—2011: HTC-Columbia и Garmin-Cervélo
После зимних тренировок на Мальорке и в Варесе она открыла сезон 2010 года с новой командой на Туре Катара. В конце марта она участвовала в своей домашней гонке, Трофей Альфредо Бинды — коммуны Читтильо (первый этап Кубка мира), где заняла пятое место; затем она финишировала седьмой на Туре Фландрии, оставаясь в первой группе, тринадцатой на Тур Дренте и пятнадцатой на Флеш Валонь Фамм. В июне-июле она заняла третье место на национальном чемпионате в Венеции и в общем зачёте Тура Тюрингии, а на Джиро д’Италия финишировала на 46-м месте.
Первую победу в 2010 году она одержала в августе на Классике Падуи, гонке национального календаря, а через несколько дней, на «бис», на Giornata Rosa di Nove, гонке, которую она уже выигрывала годом ранее. В сентябре она также выиграла стартовую командную гонку и второй этап с финишем в Вольтерре на Джиро ди Тоскана — Мемориал Микелы Фанини, завершив гонку на третьем месте в общем зачёте. После этого она в девятый раз была вызвана в элитную сборную на чемпионат мира в Мельбурне: она приняла участие как в индивидуальной гонке, так и в групповой гонке, заняв двенадцатое и двадцать второе места соответственно.
В 2011 году она перешла в команду Garmin-Cervélo. Весной она заняла шестое место на Trofeo Alberto Vannucci, седьмое на Трофео Коста Этруска I и девятое на Туре Фландрии, который считался вторым этапом Кубка мира. В июне, после пятого места на Гран-при Вальядолида, также засчитанного в зачёт Кубка мира, она приняла участие в чемпионате Италии на Сицилии, сумев выиграть как групповую гонку в Милаццо, опередив Татьяну Гудерцо, так и индивидуальную гонку в Патерно, в которой впереди были Сильвия Вальсекки и Гудерцо. В статусе двухкратного чемпиона Италии она не добилась никаких результатов на Джиро д’Италия, но затем заняла пятое место на Туре Тюрингии, а затем третье место в командной гонке на Опен Воргорда TTT вместе с командой Garmin-Cervélo. В конце года она заняла 17-е место в классификации Кубка мира. Однако на чемпионате мира в Копенгагене она финишировала на 18-м месте в индивидуальной гонке с раздельным стартом (в групповой гонке она заняла 63-е место).

### 2012—2013: последние годы в BePink
В 2012 году она перешла в ряды новообразованной итальянской команды BePink под руководством Вальтера Зини.
Ноэми Кантеле завершила свою карьеру в июне 2014 года.

## Достижения
1999
Пикколо Трофео Альфредо Бинды
2000
Тур Берна
2002
Тур Польши
3-я в генеральной классификации
3-й этап
2005
Гран-при Плуэ — Бретань
2006
2-й этап Рут де Франс феминин
6-й этап Трофи д’Ор
1-й и 5-й этапы Джиро ди Тоскана — Мемориал Микелы Фанини
2007
Гран-при Бриссаго — Лаго-Маджоре
Трофи д’Ор
Генеральная классификация
1-й этап
Гран-при Плуэ — Бретань
Джиро ди Тоскана — Мемориал Микелы Фанини
Генеральная классификация
2-й и 3-й этапы Джиро ди Тоскана — Мемориал Микелы Фанини
2008
Трофео Коста Этруска I
3-й этап Тура Тюрингии
2009
 Чемпионате Италии — индивидуальная гонка
Гран-при Бриссаго — Лаго-Маджоре
Дуранго-Дуранго Эмакумин Сариа
5-й этап Джиро Донне
1-й этап (TTT) Джиро ди Тоскана — Мемориал Микелы Фанини
 Чемпионат мира — индивидуальная гонка
 Чемпионат мира — групповая гонка
2-я на Омлоп Хет Ниувсблад
3-я на Трофео Коста Этруска II
5-я на Флеш Валонь Фамм
8-я на Туре Фландрии
10-я на Опен Воргорда RR
2010
Классика Падуи
Джиро ди Тоскана — Мемориал Микелы Фанини
3-я в генеральной классификации
1-й (TTT) и 3-й этапы
3-я на Чемпионате Италии — индивидуальная гонка
3-я на Туре Тюрингии
3-я на Мемориале Давиде Фарделли
5-я на Трофее Альфредо Бинды — коммуны Читтильо
7-я на Туре Фландрии
2011
 Чемпионат Италии — групповая гонка
 Чемпионат Италии — индивидуальная гонка
3-я на Опен Воргорда TTT
5-я на Гран-при Вальядолида
9-я на Туре Фландрии
2012
Гран-при Сальвадора
1-й этап Вуэльты Сальвадора
Гран-при Либерационе
1-й этап Джиро дель Трентино-Альто-Адидже — Южный Тироль
2-я на Ле-Самен
3-я на Чемпионате Италии — индивидуальная гонка
6-я на Трофее Альфредо Бинды — коммуны Читтильо
2013
Гран-при Ориенте
Вуэльта Сальвадора
Генеральная классификация
1-й, 2-й (TTT) и 4-й этапы
3-я на Гран-при Гранд Сен-Бернара
7-я на Гран-при Плуэ — Бретань

### Статистика выступления наГранд-турах
| Гонка / Год          | 2003           | 2004           | 2005           | 2006 | 2007 | 2008 | 2009 | 2010 | 2011           | 2012           | 2013           |
| -------------------- | -------------- | -------------- | -------------- | ---- | ---- | ---- | ---- | ---- | -------------- | -------------- | -------------- |
| Рут де Франс феминин | не проводилась | не проводилась | не проводилась | 7    | —    | —    | —    | —    | —              | —              | 11             |
| Тур де л'Од феминин  | —              | —              | —              | —    | 50   | 14   | 19   | —    | не проводилась | не проводилась | не проводилась |
| Джиро д’Италия Донне | 48             | —              | 24             | 9    | 15   | 20   | DNF  | 46   | 36             | 17             | —              |

### Международные соревнования
|                                         | 1998        | 1999       | 2002 | 2003 | 2004 | 2005 | 2006 | 2007 | 2008 | 2009 | 2010 | 2011 | 2012 | 2013 |
| --------------------------------------- | ----------- | ---------- | ---- | ---- | ---- | ---- | ---- | ---- | ---- | ---- | ---- | ---- | ---- | ---- |
| Чемпионат мира по шоссейному велоспорту |             |            |      |      |      |      |      |      |      |      |      |      |      |      |
| групповая гонка                         | 31 (юниоры) | 3 (юниоры) |      |      | 27   | 51   | 4    | 4    | 37   | 3    | 22   | 63   | 74   |      |
| индивидуальная гонка                    |             |            |      |      |      |      |      |      |      | 2    | 12   | 18   |      |      |
| командная гонка                         |             |            |      |      |      |      |      |      |      |      |      |      | 6    | 11   |
| Олимпийские игры                        |             |            |      |      |      |      |      |      |      |      |      |      |      |      |
| групповая гонка                         |             |            |      |      | 13   |      |      |      | 15   |      |      |      | 34   |      |
| индивидуальная гонка                    |             |            |      |      |      |      |      |      |      |      |      |      | 22   |      |

## Рейтинги
| Год                 | 2000  | 2001  | 2002 | 2003  | 2004 | 2005 | 2006 | 2007 | 2008 | 2009 | 2010 | 2011 | 2012 | 2013 |
| ------------------- | ----- | ----- | ---- | ----- | ---- | ---- | ---- | ---- | ---- | ---- | ---- | ---- | ---- | ---- |
| Мировой рейтинг UCI | 195-й | 172-й | 73-й | 213-й | 87-й | 26-й | 23-й | 4-й  | 25-й | 6-й  | 29-й | 30-й | 25-й | 18-й |
| Мировой кубок UCI   | -     | -     | -    | -     | 66-й | 14-й | 55-й | 4-й  | 41-й | 17-й | 17-й | 17-й | 42-й | 41-й |
|                     |       |       |      |       |      |      |      |      |      |      |      |      |      |      |
| Источник: UCI       |       |       |      |       |      |      |      |      |      |      |      |      |      |      |

## Награды
- Оскар TuttoBici[итал.] junior в 1999 году.
- Оскар TuttoBici élite в 2009 году.
- Приз Международного гала-велосипедного фестиваля[итал.] в женской номинации в 2007 и 2009 годах.